# Melithaea tenella
Melithaea tenella är en korallart som först beskrevs av James Dwight Dana 1846.  Melithaea tenella ingår i släktet Melithaea och familjen Melithaeidae. Inga underarter finns listade i Catalogue of Life.